# Peder Møller (violinista)
Peder Møller   (Brønderslev, 28 de febrer de 1877 - Copenhaguen, 1 de juliol de 1940) va ser un violinista i professor de música danès.
Peder Møller va ocupar la capella reial el 1910, on va exercir fins al 1914. Abans d'això, havia viscut a París durant 15 anys. Peder Møller va ser la font d'inspiració del concert de violí op. 33 de Carl Nielsen, que es va estrenar el 28 de febrer de 1912 amb la 3a Simfonia Sinfonia Espansiva de Nielsen. Peder Møller va actuar com a solista en el concert de violí, entre d'altres. Oslo, Estocolm, París i Berlín, i amb la seva enlluernadora tècnica va ajudar a obrir el camí cap a la ubicació d'aquest treball al repertori de concerts a l'estranger. També va actuar com a músic de cambra al trio "Agnes Adler" amb Agnes Adler (piano) i Louis Jensen (violoncel).
Va treballar com a professor a "Det Kgl", Acadèmia Danesa de Música. El 1918 es va convertir en músic de cambra reial, 1927 Cavaller de Dannebrog i 1937 "Dannebrogsman".
Després de la seva mort, es va constituir un fons del Memorial del músic de cambra Peder Møller, que va concedir la seva primera beca Peder Møller de 500 DKK el 1944 el dia de l'aniversari del violinista el 28 de febrer.